# Typhlops paucisquamus
Typhlops paucisquamus este o specie de șerpi din genul Typhlops, familia Typhlopidae, descrisă de Hugh Neville Dixon și Hendricks 1979. Conform Catalogue of Life specia Typhlops paucisquamus nu are subspecii cunoscute.